# Kanton Nobol
Der Kanton Nobol befindet sich in der Provinz Guayas im zentralen Westen von Ecuador. Er besitzt eine Fläche von 135,3 km². Im Jahr 2020 lag die Einwohnerzahl schätzungsweise bei 26.440. Verwaltungssitz des Kantons ist die Kleinstadt Nobol mit 8256 Einwohnern (Stand 2010). Der Kanton Nobol wurde am 7. August 1992 gegründet. Zuvor gehörte das Gebiet zum Kanton Daule.

## Lage
Der Kanton Nobol liegt im westlichen Tiefland der Provinz Guayas am rechten Flussufer des Río Daule. Der Hauptort Nobol befindet sich 35 km nordnordwestlich der Provinzhauptstadt Guayaquil. Die Fernstraße E48 (Guayaquil–Balzar) führt durch Nobol. Die E482 nach Jipijapa zweigt in Nobol nach Westen ab.
Der Kanton Nobol grenzt im Norden und im Osten an den Kanton Daule, im Süden an den Kanton Guayaquil, im Westen an den Kanton Isidro Ayora sowie im Nordwesten an den Kanton Lomas de Sargentillo.

## Verwaltungsgliederung
Der Kanton Nobol wird von der gleichnamigen Parroquia urbana („städtisches Kirchspiel“) gebildet.